# Ha Tae-kwon
Ha Tae-kwon (ur. 30 kwietnia 1975 w Jeonju) – południowokoreański badmintonista, mistrz olimpijski w deblu, mistrz świata i wielokrotny mistrz Azji.
W parze z Kim Dong-moon zdobył brązowy medal olimpijskie na igrzyskach w Sydney. Z tym samym partnerem zdobył mistrzostwo olimpijskie na igrzyskach w Atenach. W drodze do tytułu pokonali m.in. parę polską Robert Mateusiak/Michał Łogosz. W finale olimpijskim Koreańczycy pokonali rodaków Lee Dong-soo i Yoo Yong-sung.
Na mistrzostwach świata w 1999 roku zdobył złoty medal w parze z Kim Dong-moon w grze podwójnej. Startował też w grze mieszanej, kończąc na etapie ćwierćfinałów. Dwa lata później w Sewilli wywalczył srebrny medal w grze podwójnej z tym samym partnerem. W finale przegrali z Indonezyjczykami Tonym Gunawanem i Halimem Haryanto.